# تورز، شهرستان دروسکو
تورز، شهرستان دروسکو (به لاتین: Turze, Drawsko County) یک منطقهٔ مسکونی در لهستان است که در Gmina Czaplinek واقع شده‌است.